# Acena sina

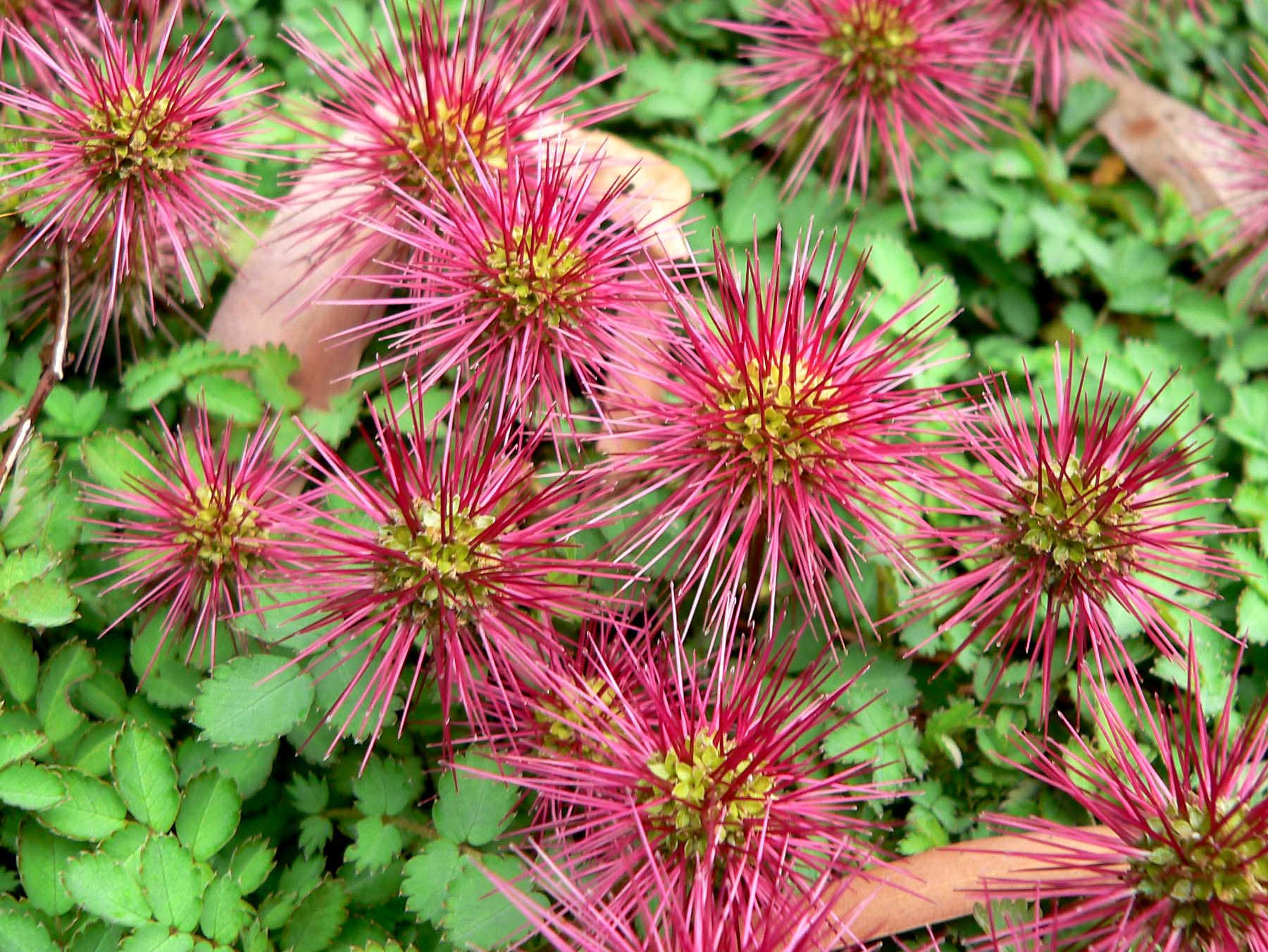
Roślina po przekwitnięciu z czerwonymi owocostanami

Acena sina, a. magellańska (Acaena magellanica) – gatunek rośliny należący do rodziny różowatych. Pochodzi z południowych rejonów Ameryki Południowej i wysp: Falklandy, Georgia Południowa, Sandwich Południowy, Wyspy Kerguelena. W Polsce jest czasami uprawiana jako roślina ozdobna.

## Morfologia
PokrójNiska roślina darniowa o płożących się pędach długości do 30 cm, tworząca zwartą darń o wysokości do 15 cm. Tworzy rozłogi.
LiścieZimozielone, pierzastozłożone o silnie ząbkowanych listkach. Są szarozielone i czerwono nabiegłe, jesienią przebarwiają się na miedziany kolor. Młode liście są ciemniejsze, starsze jaśnieją.
KwiatyPojedyncze kwiaty są białe, drobne i niepozorne. Zebrane są jednak w duże główkowate i ozdobne kwiatostany wzniesione ponad liście.
OwoceZebrane w główkowate i kolczaste owocostany są bardziej ozdobne od kwiatostanów. Zawdzięczają to czerwonym kielichom.

## Biologia
Zimozielona bylina pochodząca z Antarktyki i południowych rejonów Ameryki Południowej o zimnym, subpolarnym klimacie. W Polsce kwitnie od lipca do września. Rozrasta się dość szybko, może być ekspansywna.

## Zastosowanie i uprawa
- Zastosowanie. Jest dobrą rośliną okrywową, nadaje się do ogródków skalnych, na obsadzanie ziemnych grobów, murków skalnych oraz do wypełniania przestrzeni pomiędzy roślinami cebulowymi na rabacie.
- Wymagania. Jest mało wymagająca i łatwa w uprawie. Najlepiej rośnie na suchych i jałowych piaszczysto-gliniastych glebach. Na glebach gliniastych wymaga drenażu. Stanowisko może być słoneczne lub półcieniste. W swojej ojczyźnie bezpiecznie zimuje pod grubą warstwą śniegu, u nas przy surowych i bezśnieżnych zimach może częściowo przemarznąć, ale z łatwością się odradza.
- Rozmnażanie. Można ją rozmnażać na kilka sposobów: przez wysiew nasion, przez podział rozrośniętych kęp lub przez sadzonki otrzymane z rozłogów.